# Grep (ordre)
L'ordre grep (acrònim de l'expressió anglesa global regular expression print) és un comandament que es fa servir des de la consola o terminal per a cercar un text en sistemes operatius basats en Unix. El nom està relacionat amb la seva funcionalitat i deriva d'un comandament del programa d'edició de text ed i que s'escrivia:
g/re/p
que són les inicials de l'expressió anglesa global / regular expression / print i que equivalia a fes una cerca global de l'expressió regular passada com a paràmetre i imprimeix el resultat.
Habitualment, l'ordre grep accepta com a paràmetre una expressió regular i una llista de fitxers de text, i imprimeix les línies de text (dels arxius) que coincideixen amb l'expressió regular.

## Funcionament

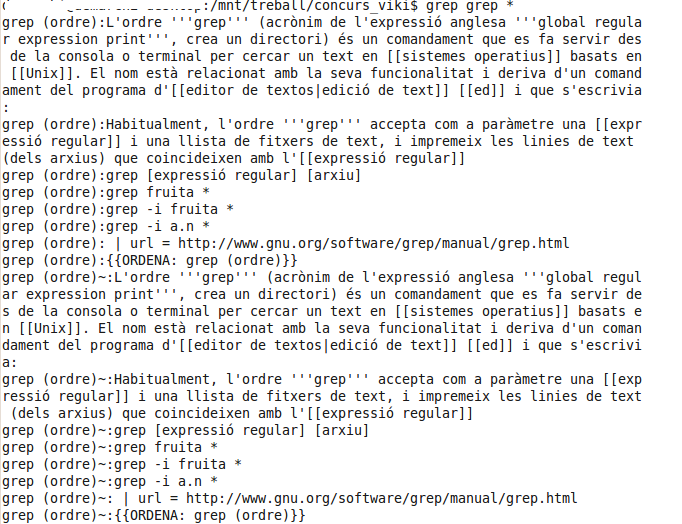
Resultat del programa grep aplicat en aquest article

L'ús més habitual del comandament és:
grep [expressió regular] [arxiu]
En el paràmetre [arxiu], l'ordre accepta arxius i directoris. Per cercar la paraula fruita en tots els arxius del directori actual cal executar l'ordre:
grep fruita *
i el programa mostrarà totes les línies de text que contenen la paraula fruita. Com què els sistemes basats en Unix distingeixen entre majúscules i minúscules, amb l'opció -i el programa mostrarà totes les línies amb les cadenes de text fruita i Fruita
grep -i fruita *
L'ús de les expressions regulars permet fer recerques molt acurades. Amb el següent exemple
grep -i a.n *
el programa mostrarà totes les línies que contenguin alguna paraula començada amb a (majúscula o minúscula) i acabada amb n.

## Opcions
Les opcions més habituals són:
- -h, --no-filename: suprimeix el nom del fitxer en la sortida.
- -i, --ignore-case: ignora el tipus de lletra (majúscules o minúscules).
- -V, --version : mostra la versió del programa. És imprescindible quan s'ha de comunicar un error.